# Darwin Del Fabro
Darwin Del Fabro (Santa Maria, 12 de dezembro de 1996) é uma intérprete de artes cênicas e cancionista do Brasil, popular por seus papéis de atuação inconformistas e transformistas.

## Biografia
Darwin Del Fabro nasceu em Santa Maria, Rio Grande do Sul, Brasil. Seus pais são modelos e conheceram-se trabalhando em Nova York. Seu pai tornou-se ator e sua madrasta tinha seu programa de televisão no Brasil.
Aos 14 anos, mudou-se para o Rio de Janeiro para continuar a carreira. Estudou literatura portuguesa na Universidade Candido Mendes, bem como balé clássico e contemporâneo.
Del Fabro ganhou um concurso de canto aos três anos e estreou profissionalmente no musical Era no tempo do rei, dirigido por João Fonseca no Teatro João Caetano, no Rio de Janeiro. Estudou teatro com Daniel Herz na Casa de Cultura Laura Alvim onde atuou em duas peças, A Outra e Lapso de Mim Mesmo. Também atuou na produção original brasileira de Shrek the Musical, bem como em Fiddler on the Roof, e The Wizard of Oz. Aos 13 anos, conseguiu seu primeiro papel importante no Teatro Musical. Um ano depois, Del Fabro criou uma peça que, anos depois, foi encenada na cidade de Nova York, onde conheceu o escritor e diretor John Logan.
Del Fabro produziu, dirigiu e estrelou o musical Be Careful, It's My Heart em 2015. O show também foi adaptado para um álbum e lançado no ano seguinte.
Em 2015, Del Fabro abriu uma produtora, chamada Madalena Production.
Em 2016, Del Fabro interpretou Einar Wegener na encenação de Lili do Sesc Copacabana baseada nos diários de Lili Elbe no Rio de Janeiro.
Seu primeiro papel na televisão foi interpretando Collete D'or (Astolfo Lemos) na minissérie da TV Globo de 2016, Ligações Perigosas, inspirada no romance francês Les liaisons dangereuses. Preparando-se para desempenhar o papel, Del Fabro juntou-se a um grupo de corrida e perdeu cinco quilos. Darwin comprou sapatos de salto alto, colares, pulseiras, brincos e maquiagem para mergulhar ainda mais na personagem.
No ano seguinte, estrelou como Castrato na novela brasileira Novo Mudo, exibida na TV Globo.
Em 2017, Del Fabro mudou-se para a cidade de Nova York, onde se matriculou no programa de teatro musical do Broadway Dance Center, tendo 24 aulas por semana e ao mesmo tempo aprendendo a falar inglês. No ano seguinte, apresentou-se no Feinstein's 54/Below para promover seu segundo álbum, Darwin Del Fabro, em NY. Mais tarde, estrelou como Puck na produção Juneberry Collective de Sonho de uma noite de verão, e como Adam em The Feather Doesn't Fall Far from the Tree produzido pela Signature Theatre Company de Nova York. Em 2019, estrelou como Domenic na peça off-Broadway Real, produzida por The Tank. Del Fabro garantiu seu primeiro papel no cinema nos EUA como Gabriel Hernandez no filme de terror They/Them, escrito e dirigido por John Logan. O papel foi escrito especificamente para Del Fabro. O filme estreou na Peacock Network em agosto de 2022.
Em 2022, Del Fabro lançou seu terceiro álbum, uma coletânea de músicas do artista brasileiro Antônio Carlos Jobim . Todas as músicas do álbum foram gravadas em Los Angeles durante duas semanas. Em 2023, lançaram seu quarto álbum, intitulado “Revisitando Jobim - Parte 2”.
Em 2024, Del Fabro estreou seu quinto álbum, uma coletânea de músicas da artista brasileira, Elis Regina, intitulada, "Revisitando Elis Regina".

## Vida pessoal
A língua nativa de Del Fabro é o português e aprendeu a falar inglês depois de se mudar para Nova York em 2017 para seguir carreira como artista. Del Fabro é uma pessoa não binária e usa pronomes they/them.

## Álbuns
- Be Careful, It's My Heart (2016)[4][25]
- Darwin Del Fabro in Rio (2017)[25]
- Revisiting Jobim (2022)[4][25]
- Revisiting Jobim - Part 2[6] (2023)
- Revisiting Elis Regina(2024)[1][6][7][26][27]